# Andrés López
Pour les articles homonymes, voir López, Andrés López (homonymie) et Forero.
 (juin 2025).
Andrés Leonardo López Forero, né le 25 juin 1971 à Bogota, est un  comédien et humoriste colombien, considéré comme le pionnier du genre stand-up dans son pays.
Grâce au succès de son monologue comique La pelota de letras (es) (La Balle à lettres), Universal Music Colombia lui décerne en 2006 le DVD de diamant ; ce monologue parodie les comportements et expressions des différentes générations de colombiens.